# Diocesi di Chiemsee

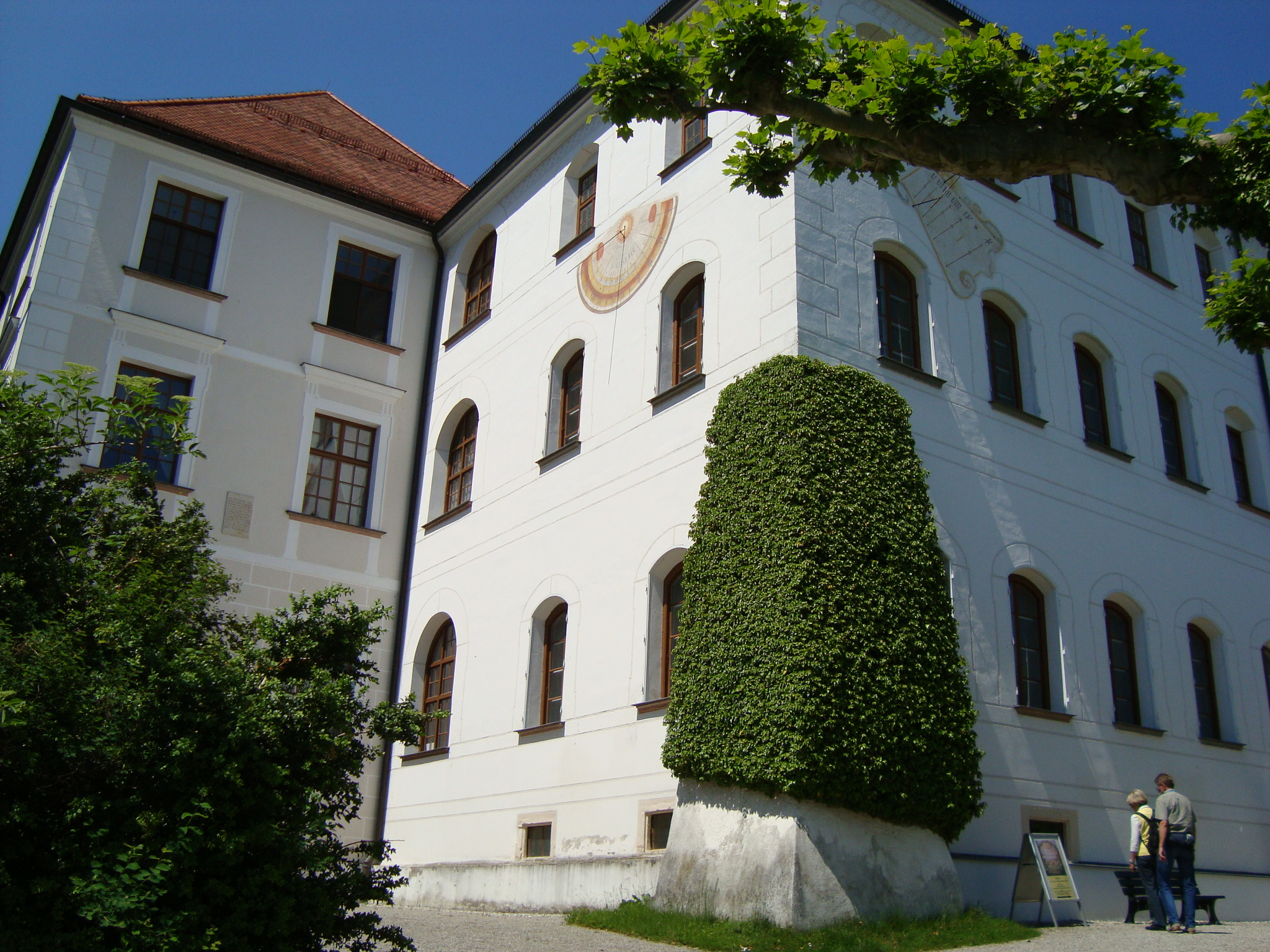
Scorcio dell'antica abbazia di Herrenchiemsee, oggi adibita ad usi civili.

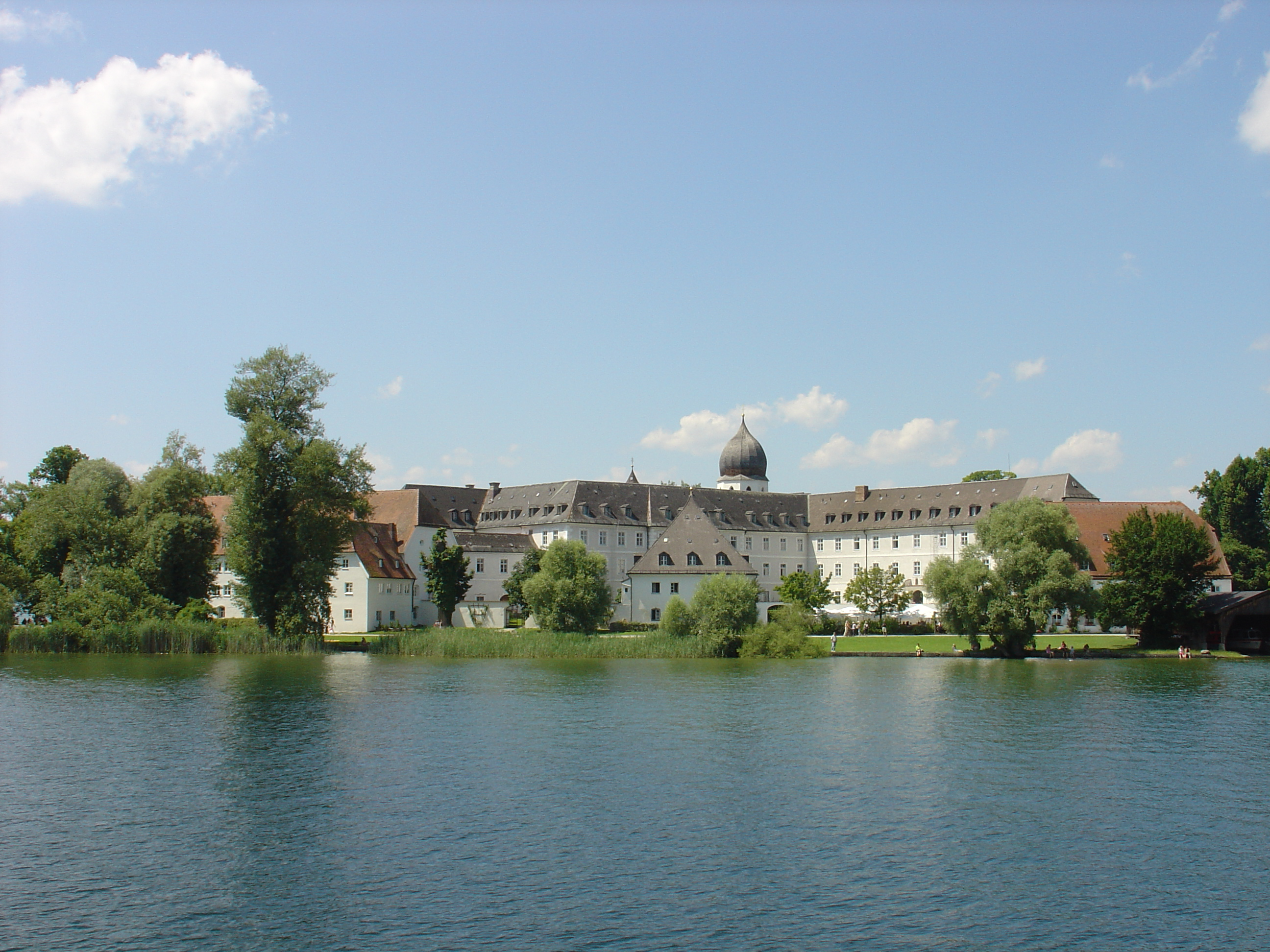
L'abbazia di Frauenchiemsee (o Frauenwörth).

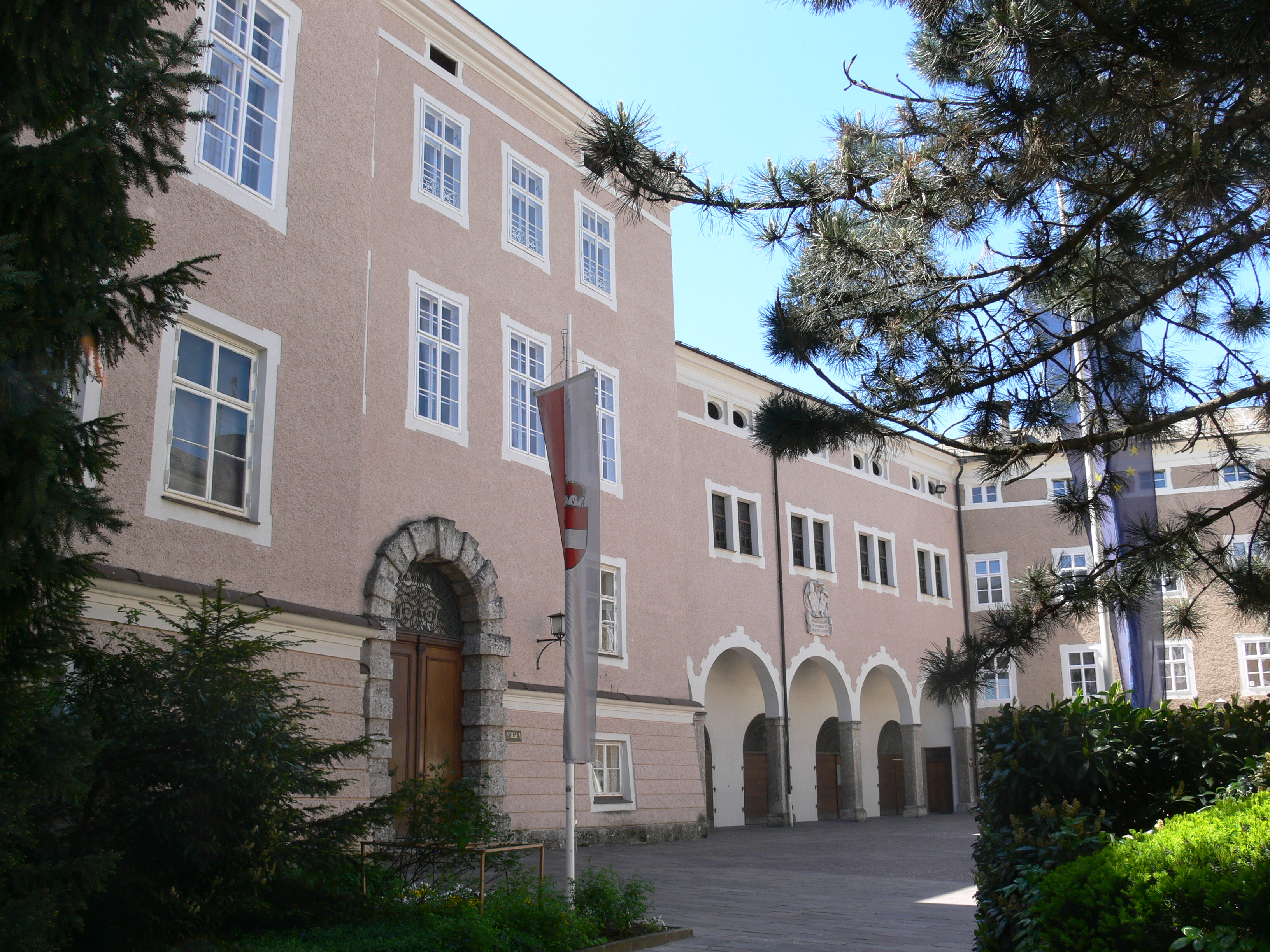
Il palazzo Chiemseehof di Salisburgo che fu, dal XIV secolo, il palazzo episcopale dei vescovi di Chiemsee.

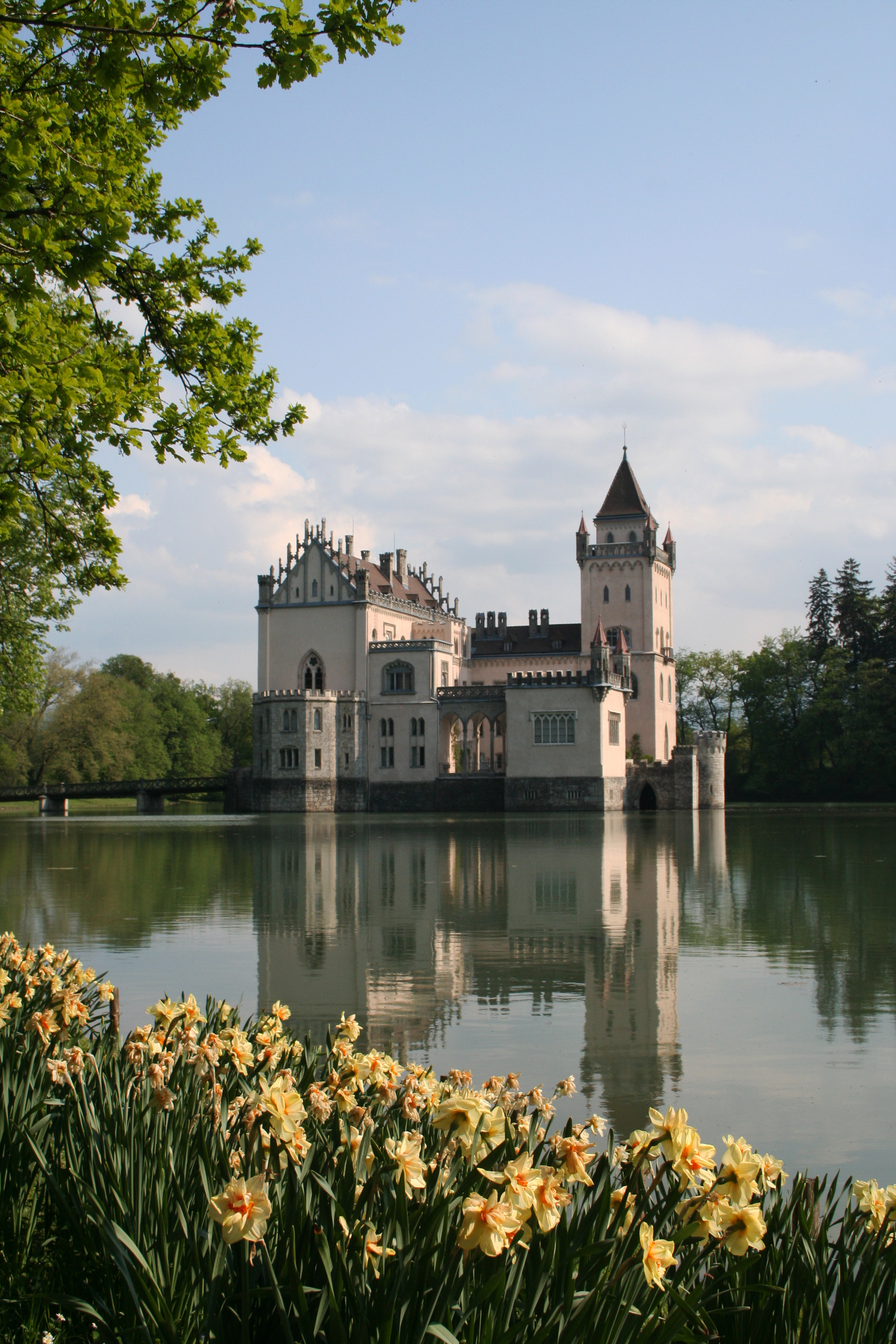
Lo Schloss Anif, residenza estiva dei vescovi di Chiemsee.

La diocesi di Chiemsee (in latino: Dioecesis Chiemensis) è una sede soppressa e una sede vescovile titolare della Chiesa cattolica.

## Territorio
La diocesi costituiva un'enclave nella parte occidentale del territorio dell'arcidiocesi di Salisburgo (Salzburger Eigenbistümer).
Essa aveva il suo centro nei due monasteri presenti nelle isole del lago di Chiemsee:
- sull'isola di Herrenchiemsee, il convento agostiniano, fondato come abbazia benedettina nell'VIII secolo, la cui chiesa conventuale, dedicata ai santi Sisto e Sebastiano, divenne la cattedrale della diocesi; la chiesa fu demolita nel XIX secolo ed il monastero adibito a funzioni civili;
- sull'isola Fraueninsel, l'abbazia benedettina femminile fondata anch'essa nell'VIII secolo da Tassilone III di Baviera; sussiste tutt'oggi.

Al momento della sua costituzione la diocesi contava 10 parrocchie:
- cinque in Baviera: Herrenchiemsee, Prien am Chiemsee, Eggstätt, Söllhuben e Grassau;
- e cinque in Tirolo: Söll, Kirchdorf, St. Johann im Leukental, Brixen im Thale e St. Ulrich am Pillersee.[1]

Quando la diocesi fu soppressa, le parrocchie erano 11; inoltre essa si estendeva per circa 46.000 miglia quadrate con un totale di 38.818 cattolici e comprendeva anche l'arcidiaconato di Chiemsee e il decanato di St. Johann in Tirol.

## Storia
La diocesi venne creata ufficialmente nel 1215 dall'arcivescovo di Salisburgo Eberhard von Regensberg e ricevette una prima conferma pontificia durante il concilio lateranense IV del mese di novembre dello stesso anno. Eberhard, in questa opera, seguì il modello di alcuni suoi predecessori che fondarono ad esempio la diocesi di Gurk come diocesi personale, affidando ad un suo vescovo ausiliare parte della propria immensa arcidiocesi. L'imperatore Federico II approvò questa concessione con la separazione dall'arcidiocesi di Salisburgo delle parrocchie dipendenti dai monasteri del lago Chiemsee. La fondazione venne riconosciuta da papa Innocenzo III con la bolla Super familiam del 28 gennaio 1216, con la quale furono stabiliti i limiti e il numero delle parrocchie e venne eretta la cattedrale.
L'istituzione della diocesi era nell'ottica dell'arcivescovo di Salisburgo un metodo per governare in maniera più corretta l'arcidiocesi, che proprio in quel periodo aveva conosciuto una notevole espansione territoriale e necessitava di un controllo più capillare. Per questo motivo i vescovi di Chiemsee vennero considerati perlopiù come uomini di fiducia dell'arcivescovo di Salisburgo, il quale li nominava personalmente, conferiva loro la consacrazione episcopale e li investiva formalmente dell'incarico. Era questo un privilegio concesso dalla Santa Sede agli arcivescovi di Salisburgo: « Archiepiscopus Salzeburgensis habet facultatem eligendi ad ecclesiam Chiemensis ».
Con il XIV secolo, anche i vescovi presero coscienza della loro posizione ed iniziarono ad avere sempre più una loro personale influenza sulla diocesi, slegandosi lentamente da Salisburgo, pur rimanendo sotto la sovranità del metropolita. Il vescovo di Chiemsee era un vassallo dell'arcivescovo e faceva parte di diritto del capitolo della cattedrale di Salisburgo dove aveva voce attiva sulle questioni amministrative; a partire dalla metà del XV secolo, i vescovi di Chiemsee, pur non possedendo nessuna reale giurisdizione politica, ebbero anche il titolo di principi del Sacro Romano Impero.
La diocesi comprendeva in parte l'arcidiaconato salisburghese di Chiemsee, che dal 1160 era concesso in perpetuo ai prevosti di Herrenchiemsee. La creazione della diocesi sul medesimo territorio determinò un conflitto di giurisdizione tra i prevosti e i vescovi che si protrasse fino al XVII secolo; nel 1613 l'arcidiaconato salisburghese di Chiemsee fu territorialmente fatto coincidere con la diocesi e contestualmente furono creati due titoli arcidiaconali distinti. In questo modo, il prevosto di Herrenchiemsee come arcidiacono di Salisburgo dipendeva dagli arcivescovi di Salisburgo, e come arcidiacono di Chiemsee dipendeva dal vescovo di Chiemsee.
L'ultimo vescovo di Chiemsee, Sigmund Christoph von Zeil und Trauchburg, dette le dimissioni nel 1805; due anni prima la diocesi era stata secolarizzata in seguito alla soppressione dei principati ecclesiastici con il trattato di Lunéville del 1801. La diocesi rimase vacante, fino al concordato stipulato fra la Santa Sede e il regno di Baviera nel 1817, quando venne soppressa. Papa Pio VII ratificò questa decisione con la bolla Dei ac Domini Nostri del 1º aprile 1818; i territori della soppressa diocesi furono incorporati in quelli dell'arcidiocesi di Salisburgo e dell'arcidiocesi di Monaco e Frisinga.
Dal 2009 Chiemsee è annoverata tra le sedi vescovili titolari della Chiesa cattolica; la sede finora non è ancora stata assegnata.

## Cronotassi dei vescovi
- Rüdiger von Bergheim-Radeck † (1216 - 27 giugno 1233 nominato vescovo di Passavia)
- Albert † (1234 - 1244 dimesso)
  - Albert Suerbeer † (30 marzo 1246 - 1247 dimesso) (amministratore apostolico)
  - Heinrich von Bilversheim † (19 ottobre 1247 - 1252 dimesso) (amministratore apostolico)
- Heinrich, O.P. † (1252 - 1262 deceduto)
- Heinrich von Lützelburg, O.F.M. † (13 febbraio 1263 - 8 febbraio 1274 deceduto)
- Johann von Ennsthal † (1274 - 25 maggio 1279 nominato vescovo di Gurk)
- Konrad von Himberg † (1279 - 10 gennaio 1292 deceduto)
- Friedrich von Fronau † (28 marzo 1292 - 8 ottobre 1293 deceduto)
- Adalbert von Fohnsdorf † (1293 - 1322 deceduto)
- Ulrich von Montpreis † (1322 - 10 novembre 1330 deceduto)
- Konrad von Liechtenstein † (1330 - 1354 deceduto)
- Gerhoh von Waldeck † (23 dicembre 1355 - 1359 deceduto)
  - Hugo von Schärfenberg † (1359 - 1359 deceduto) (vescovo eletto)
- Ludwig Radlkofen † (10 gennaio 1360 - 1361 deceduto)
- Friedrich † (prima dell'11 febbraio 1362 - 3 febbraio 1387 deceduto)
- Georg von Neuberg † (1387 - 25 ottobre 1395 deceduto)
- Eckart von Pernegg † (31 ottobre 1395 - 18 dicembre 1399 deceduto)
- Engelmar Chrel † (22 dicembre 1399 - 21 dicembre 1422 deceduto)
- Friedrich Theis von Thesingen † (aprile 1424 - 7 maggio 1429 deceduto)
- Johann Ebser † (12 giugno 1429 - 9 febbraio 1438 deceduto)
- Sylvester Pflieger † (24 febbraio 1438 - 21 ottobre 1453 deceduto)
- Ulrich von Plankenfels † (23 ottobre 1453 - 28 febbraio 1467 deceduto)
- Bernhard von Kraiburg † (1467 - 17 ottobre 1477 deceduto)
- Georg Altdorfer † (27 ottobre 1477 - 2 maggio 1495 deceduto)
- Ludwig Ebmer † (4 maggio 1495 - 27 luglio 1502 dimesso)
- Christoph Mendel von Steinfels † (5 agosto 1502 - 4 maggio 1508 deceduto)
- Berthold Pürstinger † (8 maggio 1508 - 6 maggio 1526 dimesso)
- Ägidius Rehm † (6 maggio 1526 - 15 settembre 1536 deceduto)
- Hieronymus Meitting † (9 dicembre 1536 - 17 febbraio 1558 deceduto)
- Christoph Schlattl † (1558 - 6 luglio 1589 deceduto)
- Sebastiano Cattaneo, O.P. † (16 agosto 1589 - 28 aprile 1609 deceduto)
- Ernfried von Kuenburg † (14 settembre 1610 - 9 novembre 1618 deceduto)
- Nikolaus von Wolkenstein † (8 marzo 1619 - 7 aprile 1624 deceduto)
- Johann Christoph von Liechtenstein-Kastelkorn † (2 giugno 1624 - 1º dicembre 1643 deceduto)
- Franz Virgil von Spaur und Valör † (16 gennaio 1644 - 9 gennaio 1670 deceduto)
- Johann Franz von Preysing-Hohenaschau † (4 febbraio 1670 - 8 luglio 1687 deceduto)
- Sigmund Ignaz von Wolkenstein † (1º ottobre 1687 - 23 dicembre 1696 deceduto)
- Sigismondo Carlo Castelbarco † (13 gennaio 1697 - 3 marzo 1708 deceduto)
- Johann Sigmund von Kuenberg † (1º aprile 1708 - 18 novembre 1711 deceduto)
- Franz Adolf von Wagensberg † (18 febbraio 1712 - 21 agosto 1723 deceduto)
- Karl Joseph von Kuenburg † (4 ottobre 1723 - 10 dicembre 1729 deceduto)
- Joseph Franz Valerian Felix von Arco † (21 dicembre 1729 - 24 marzo 1746 deceduto)
- Franz Karl Eusebius von Waldburg-Friedberg-Trauchburg † (13 agosto 1746 - 6 luglio 1772 deceduto)
- Ferdinand Christoph von Waldburg-Zeil-Trauchburg † (20 settembre 1772 - 9 aprile 1786 deceduto)
- Franz Xaver von Breuner † (15 giugno 1786 - 1º marzo 1797 deceduto)
- Sigmund Christoph von Zeil und Trauchburg † (1º aprile 1797 consacrato - 11 agosto 1808 dimesso)
  - Sede vacante (1808-1818)
  - Sede soppressa